# Marc Torra
Marc Torra i Sayó (Tordera, 15 de septiembre de 1984) es un jugador español de hockey patines, internacional absoluto con la Selección nacional, que ocupa la demarcación de delantero.
Debutó con 15 años en la OK Liga española con el CP Tordera, posteriormente jugó en el CH Lloret y en el Club Patí Vic, donde se convirtió en el jugador más carismático y referente de aquella época. Ficha en la temporada 2010/11 por el FC Barcelona donde estuvo hasta la temporada 2014-2015, tras la cual recala en las filas del Benfica. Tras una temporada en el club portugués, en la que se proclamó campeón de la Liga Europea de hockey sobre patines, pasa a formar parte de la plantilla del Reus Deportiu. Tras dos temporadas en el club rojinegro (en la que vuelve a ganar en 2017 la Liga Europea) ficha en 2018 por el Oliveirense portugués.

## Palmarés

### CP Vic
- 2 Copas del Rey (2009 y 2010)
- 1 Supercopa de España (2009)

### FC Barcelona
- 1 Copa Intercontinental de hockey sobre patines (2014)
- 2 Liga Europea de hockey sobre patines (2013/14, 2014/15)
- 5 Supercopa de España de Hockey Patines (2010/11, 2011/12, 2012/13, 2013/14, 2014/15)
- 3 OK Liga (2011/12, 2013/14, 2014/15)
- 2 Copa del Rey (2011, 2012)

### Benfica
- 1 Liga Europea de hockey sobre patines (2016)
- 1 Campeonato de Portugal de hockey sobre patines (2016)
- 1 Copa portuguesa de hockey sobre patines (2016)

### Reus
- 1 Liga Europea de hockey sobre patines (2017)

### Selección española
- 4 Campeonatos del Mundo (2005, 2007, 2009, 2011)
- 2 Campeonatos de Europa (2008, 2010)
- 2 Copas de las Naciones (2005, 2007)